# Prêmio Saturno de melhor filme independente
O Prêmio Saturno de melhor filme independente (no original Saturn Award for Best Independent Film) é uma condecoração anual oferecida pela Academia de Cinema de Ficção Científica, Fantasia e Terror a filmes de produção e distribuição independente.

## Vencedores e indicados
- "†" venceu o Oscar de melhor filme;
- "‡" foi indicado ao Oscar de melhor filme.

### Década de 2010
| Ano       | Vencedores         | Indicados |
| --------- | ------------------ | --- |
| 2012      | Killer Joe         | - Compliance - Hitchcock - The Paperboy - Robot & Frank - Safety Not Guaranteed - Seeking a Friend for the End of the World                |
| 2013      | 12 Years a Slave † | - Great Expectations - Inside Llewyn Davis - The Invisible Woman - Out of the Furnace - Upside Down                                        |
| 2014      | Whiplash ‡         | - Grand Piano - I Origins - A Most Violent Year - The One I Love - The Two Faces of January                                                |
| 2015      | Room ‡             | - 99 Homes - Bone Tomahawk - Cop Car - Experimenter - Trumbo                                                                               |
| 2016      | La La Land ‡       | - Eye in the Sky - Hunt for the Wilderpeople - Lion ‡ - The Ones Below - Remember                                                          |
| 2017      | Wonder             | - I, Tonya - LBJ - Lucky - Professor Marston and the Wonder Woman - Wonderstruck - Super Dark Times                                        |
| 2018      | Mandy              | - American Animals - Anna and the Apocalypse - The Man Who Killed Hitler and Then the Bigfoot - Ophelia - Summer of '84 - The Tomorrow Man |
| 2019-2020 | Encounter          | - Angel of Mine - The Aeronauts - Color Out of Space - Freaks - Palm Springs - Possessor                                                   |

### Década de 2020
| Ano       | Vencedores                | Indicados                                                          |
| --------- | ------------------------- | ------------------------------------------------------------------ |
| 2021-2022 | Dual                      | - Alice - Dream Horse - Gold - Mass - Watcher                      |
| 2022-2023 | Pearl                     | - Fall - Aporia - Brooklyn 45 - Jules - The Tutor                  |
| 2023-24   | Late Night with the Devil | - Dream Scenario - MaXXXine - The Substance - Thelma - The Thicket |